# ラフィーネプロモーション
株式会社ラフィーネプロモーションは、日本の芸能事務所。

## 概要
2018年5月、オフィス北野（現・TAP）のマネージャーだった田代真実を中心として設立。
2023年1月、中央区から台東区へオフィスを移転。また、これまでは本所属と預かり（Next Generation）でプロフィール覧が分けられていたが、公式ホームページがリニューアルされると共にそれぞれの所属芸人のプロフィール覧が一箇所のページにて掲載されるようになった。
社名は「LAUGH（笑う）、いいね！」という意味による。事務所のお笑いライブのタイトルも『ラフいいね！Live』である。

## 所属タレント
※2025年8月現在
| - 太陽の小町（つる、安田一平） - いかすぜジョナサン（川村優太、小俣勇二） - 荒ぶる神々（田中勇紀、馬場さおり） - トロピカルマーチ（えとちゃん、りっぺ） - ちょーちんあんこー（ひぃ、じゅんこBAN!BAN!） - ウェンズデイズ （ひかり、ミツハシ） - 孝行球児（得コータロー、メイデン古茂田） - ミリオンズ（そぼく、椎名健介） - キングマン（二國優人、中山信一、飯尾高行） - インスタントモアイ（岡田物語、松本・ザ・ビッグ） - お宿（ハワイユー野田、スズメノナミダ） - キングマスク（剣崎実、鮫島恭平） - 浮世ばなし（わいだ、山田竜司） - ゆずの花（ゆず姉、MORIYAMA） - ガチャンコ（さんぺ、エナジー小川） - アランチョ（お醤油かける、ひるこ） - エリザベス（さいとう、和光） - マーキュリーズ - 東京神威（茶木佑斗、岩城宝篤） | - ふとっちょ☆カウボーイ - ぽんちゃま - ウメ - 前島 - 加藤ミリガン - そると - キャノンすえなが - カリヤノマサキ - 倉田花火大会 - 本田らいだ〜△ - ミネ - 中川健太郎 - しまだだーよ - 森石ミドリ - ふじおマーベリック - おおた昆布 - 橋本ピー助 - ぼんちゃん - タイセイ - スーパームチオ |

### 業務提携
- ホロッコ（ほり太、こまり）

## 過去の所属・業務提携タレント
| - マイスクールガールズ（2019年1月解散。中川は引き続き所属し、小川は退所） - 松村良太（2020年8月、マーブンを脱退し退所） - パブロ学級（2020年11月解散、渋木は吉本興業に所属） - シマウマフック（2022年2月に退所し、サンミュージックへ移籍するも、2023年11月に解散） - ドッグ石橋（2022年5月に退所し、フリーに） - セクシーJ（2022年に退所し、フリーに） - ジェントルマン（2022年4月解散。田方のみ退所） - スーパーメロディ（2022年9月解散、両者とも退所） - スペースランド流星群（2022年9月解散、その後2023年再結成） - ザ・ギンギンマル（2023年2月9日にオガタ。が逝去） - むかしテレビ（2023年3月解散、両者とも引き続き所属） - サカナモンガー（2023年7月解散、りょうしゃとも引き続き所属） - きみやす（2023年7月元赤バン、バチまぐろ脱退） - ゴト珍（2023年7月、退所しフリーへ） - 昨年のMVP（2023年8月解散、両者とも引き続き所属） - ばちマグロ（2023年9月、退所しフリーへ） - バベコンブ（2023年11月解散。両者とも退所） - プリズムシャワー（2023年12月解散。両方とも引き続き所属) - とさけん（2024年2月、退所しフリーへ。その後2024年10月解散） - ひぐま岬（2024年11月解散。両者とも引き続き所属） - 湯上り夫婦（2024年11月。退所しフリーへ） - アクシデンタル（2024年12月。退所しフリーへ） - たからの地図（2024年12月解散。山田は退所し、ひるこは引き続き所属） - まーぶん（2025年2月退所しフリーへ） - かけるとぼん（2025年3月解散。両者とも引き続き所属） - ドキ彦とモコ（2025年4月解散。ドキ彦は芸人を引退し、モコちゃんはフリーへ） - 月光トランポリン（2025年4月解散。佐野は退所し、齋藤は「エリザベス」結成） - ステーキハウス五十嵐（2025年4月解散。堀川ランプは退所し、タイセイは引き続き所属） - ぷらすわん（2025年7月解散。横山は芸人を引退し、早戸は引き続き所属） | - 松尾雄治 - 後閑信一 - 新田純一 - 高野智央 - 近藤夢 |